# Palle alene i Verden (film)
 For alternative betydninger, se Palle alene i Verden. (Se også artikler, som begynder med Palle alene i Verden)
Palle alene i Verden er en dansk børnefilm fra 1949 efter Jens Sigsgaards klassiske børnebog af samme navn fra 1942. Filmen har manuskript og instruktion af Astrid Henning-Jensen og klip af Bjarne Henning-Jensen. Hovedrollen som Palle blev spillet af deres 6-årige søn Lars Henning-Jensen. Moderen blev spillet af Lily Broberg, Annelise Reenberg var fotograf, og Herman D. Koppel stod for musikken. Filmen havde verdenspremiere i Bath i England 20. maj 1949. I Cannes fik den samme år specialprisen Prix pour le sujet.

## Handling
Drengen Palle vågner en morgen og opdager, at han er alene hjemme. Han går ned på gaden, men der er slet ingen mennesker, hverken på gaderne, i butikkerne eller i sporvognene. Palle er alene i hele verden. Han udnytter det til at spise noget chokolade i en butik. Derefter sætter han sig op i en sporvogn, som han får sat i gang. Han kører glad derudad, lige indtil der står en anden vogn på sporet foran ham. Den bliver smadret, men det tager Palle ikke så tungt. Han går ind i bank, hvor han samler en pose med mønter og smider sedlerne i luften. I en legetøjsbutik har han fat i forskellige ting, men da der alligevel ikke er nogen han kan betale, smider han pengene ud på gaden. Han tager dog en bold fra butikken med hen i en park, men statuen der duer ikke til at spille med.
I køkkenet på et hotel prøver Palle at lave havregrød, men det ender med at ryge så meget, at han må skynde sig ud. Biografen er der ikke noget ved, for der er ingen film på lærredet. Nu er det ikke sjovt at være alene. Men det er dog sjovt at køre rundt i en brandbil i fuld fart. Han ender ude ved lufthavnen, hvor han beslutter sig for at sætte sig op i et fly. Med lidt besvær får han den sat i gang, så han kan flyve op til skyerne. Han fortsætter gennem rummet, indtil flyet støder på Månen. Palle tager så en paraply og svæver ned - og vågner fortumlet på gulvet ved sin seng. Han kalder på sin mor, der forundret kommer ind. Da han spørger, om hun, far og de andre stadig er der, beroliger hun ham med, at det er de. De sover, og det skal han også. Hun skænder dog, da hun ser den ødelagte paraply, men Palle minder hende om, at nu skal hun sove.

## Medvirkende
- Lars Henning-Jensen som Palle
- Lily Broberg som Palles mor